# Chrysophyllum imperiale
Chrysophyllum imperiale também conhecida como guapeba, guapeba preta, marmeleiro-do-mato e árvore do imperador é uma árvore tropical da família Sapotaceae nativa da América do Sul está atualmente classificada como uma espécie em perigo, referenciada no Anexo 2 da Lista Vermelha de espécies ameaçadas de extinção.
Esta espécie foi descrita, equivacadamente, pela primeira vez, como Theophrasta imperialis, em 1859, antes de ser dado o seu nome atual por Joseph Dalton Hooker e George Bentham. Ela também foi classificada como Martusiella imperialis pelo botânico francês Jean Baptiste Louis Pierre em 1891.
Nativa da região de Mata Atlântica, desde o Rio de Janeiro até o sudeste de Minas Gerais, existia em abundância na época do Brasil Colonial, atualmente está considerada em perigo de extinção por perda de seu habitat natural.
Árvores adultas alcançam de 12 a 25 metros; as folhas são simples de coloração clara de aproximadamente 5 x 2 dm; as flores são pequenas, o fruto é oval, amarelo, sólido, 5 x 2 cm, as sementes duras e achatadas de coloração parda.
Os frutos eram muito apreciados pelo Imperador D. Pedro I, e igualmente pelo seu filho, D. Pedro II, que enviou mudas para vários jardins botânicos do mundo. Durante o Segundo Império, essa espécie já era rara devido a busca pela sua madeira para construção de navios e pelas ótimas qualidades para obtenção de carvão. Tornando-a mais rara ainda após o final do Império, desconfia-se até que republicanos tenham eliminado exemplares nos jardins botânicos pelo fato do seu nome estar associado ao Imperador.
Apenas alguns exemplares são conhecidos, localizados no Brasil (um exemplar no Campo de Santana e cinco exemplares no Jardim Botânico do Rio de Janeiro), Portugal, Austrália, Argentina, Bélgica e na Itália.

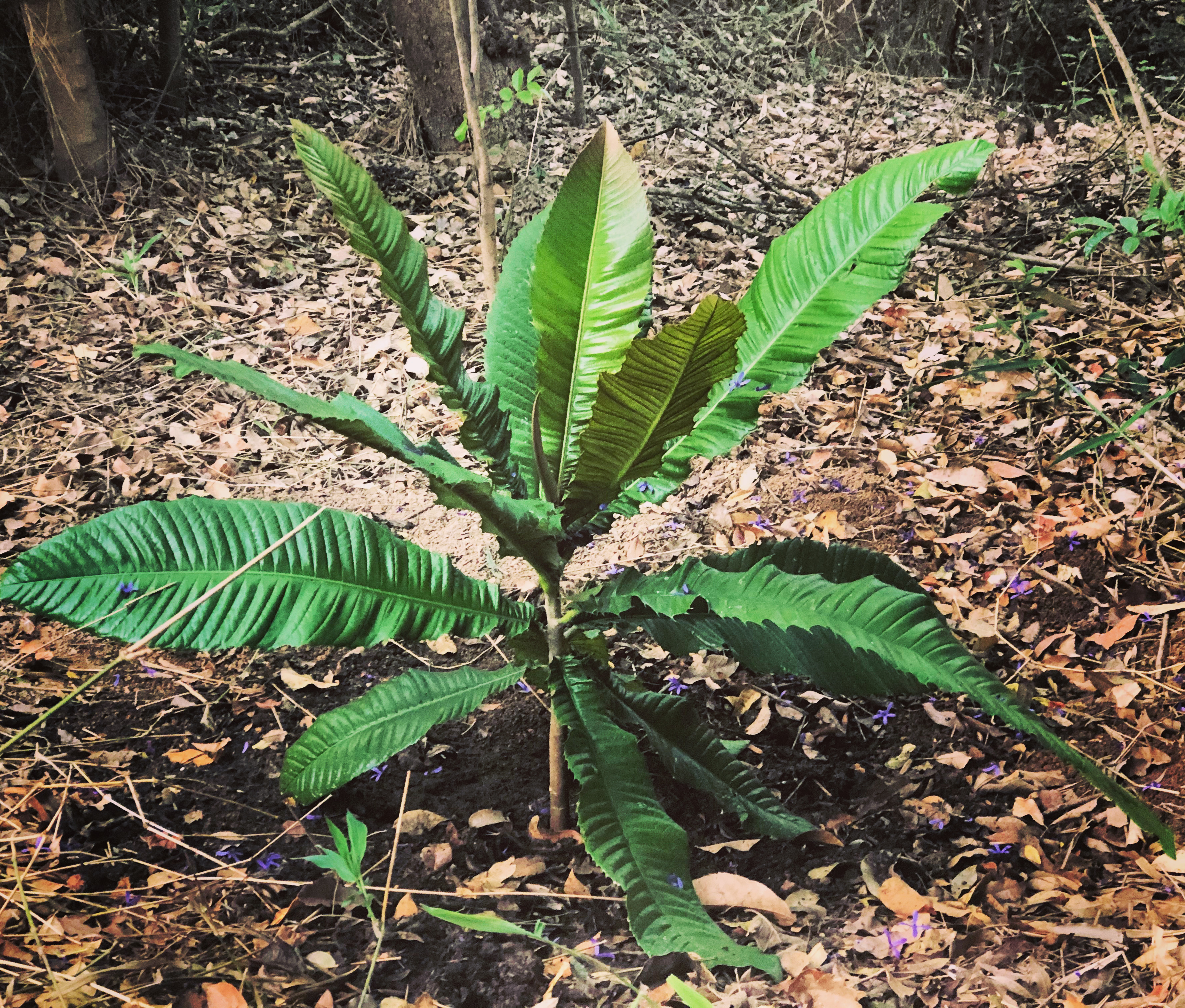
Exemplar jovem cultivado em Queluzito.